# Церква Введення в храм Пресвятої Богородиці (Красіїв)
Церква Введення в храм Пресвятої Богородиці в Красієві — парафія і храм греко-католицької громади Коропецького деканату Бучацької єпархії Української греко-католицької церкви в селі Красіїв Чортківського району Тернопільської области.

## Історія церкви
До 1946 року парафія була греко-католицькою. Того ж року НКВС спалили дерев'яну церкву. З 1946 по 1990 рік парафія належала до РПЦ, а богослужіння проводили в тимчасовому храмі.
У 1991 році на парафії відбулася Свята Місія за участі єпископа Іринея Білика та місіонера з Бразилії о. Августина Діткуна.
У 1995 році громада збудувала кам'яний храм, який освятив владика Михаїл Сабрига. У 1996 році було освячено іконостас.
При парафії діють братство «Матері Божої Неустанної Помочі» та Вівтарна дружина.
На парафії є чотири фігури Матері Божої, а при в'їзді до села родина Василя Кулявого збудувала капличку.

## Парохи
- о. Орест Погорецький,
- о. Анатолій Сидоренко,
- о. Іван Посоленик,
- о. Іван Цап’юк,
- о. Михайло Костенко (з 1991).